# Liste von Orgeln in der Oberpfalz
Die Liste von Orgeln in der Oberpfalz (Gebiet des jetzigen Bayerischen Regierungsbezirks Oberpfalz) verzeichnet historische Orgeln und bedeutende Neubauten seit 1945.
Die vierte Spalte führt die ursprünglichen Erbauer des aktuellen Orgelwerks an; ein Schrägstrich zeigt die Kooperation von Orgelbauern an. In der sechsten Spalte bezeichnet eine römische Zahl die Anzahl der Manuale, „P“ ein selbstständiges, „p“ ein angehängtes Pedal.  Die arabische Zahl in der siebten Spalte nennt die Anzahl der selbstständigen Register. Revisionen, Umbauten, Re-Organisationen und weitere Informationen zu den Orgeln finden sich in der letzten Spalte.
| Ort                                 | Gebäude                                                    | Bild | Orgelbauer                                                    | Jahr                      | Manuale | Register | Bemerkungen |
| ----------------------------------- | ---------------------------------------------------------- | ---- | ------------------------------------------------------------- | ------------------------- | ------- | -------- | --- |
| Amberg                              | Hl. Dreifaltigkeit                                         |      | Michael Weise                                                 | 1969                      | III/P   | 44       | 1939 Übertragung der G. F. Steinmeyer-Orgel op. 720 aus St. Cäcilia Regensburg (1901, 31/II/P). 1969 Neubau Michael Weise mit Material von Steinmeyer. 2013 Revision und Reorganisation, u. a. neue mechanische Tontraktur (Orgelbau Mühleisen) →Orgel |
| Amberg                              | Erlöserkirche                                              |      | G. F. Steinmeyer                                              | 1968                      | II/P    | 15       | Neubau, Mechanische Spiel- und Registertraktur. 2011 Fagott 8' statt Quintbass 5 1/3' (Münchner Orgelbau Johannes Führer) |
| Amberg                              | St. Georg                                                  |      | Johannes Klais Orgelbau                                       | 2026                      | II/P    | 34       | 1767 Neubau Funtsch (22/II/P), Gehäuse erhalten. 1903 Neubau Ludwig Edenhofer junior (14/II/P). 1941/1961 Erweiterungen Weise bis (33/III/P). 1981 Neubau Oberlinger (48/III/P). Februar 2025 Transfer nach Budapest. 2026 Neubau – Emporenorgel (34/II/P). 2. Bauabschnitt: Romantische Chororgel (27/II/P), beide Klais.                                       |
| Amberg                              | Justizvollzugsanstalt                                      |      | G. F. Steinmeyer & Co.                                        | 1924                      | II/P    | 21       | op. 1389, unverändert erhalten |
| Amberg                              | St. Katharina (Friedhofskirche)                            |      | Johann Konrad Funtsch                                         | 1753                      | I/P     | 9        | Prospekt, Manualwindlade, Registertraktur erhalten, 1990 Restaurierung Hartmann, Juni 2020 Generalüberholung Rainer Kilbert. Besonderheit bei Funtsch: Fagott 8' im Pedal |
| Amberg                              | Wallfahrtskirche Maria Hilf                                |      | Reinhard Weise                                                | 1978                      | III/P   | 25       | 1733 Neubau Funtsch, Gehäuse erhalten; 1742 Erweiterung Brandenstein (16/II/P), 1902 Neubau Franz Borgias Maerz (16/II/P), 1978 Neubau Reinhard Weise. 2025 Neubau in Planung. |
| Amberg                              | St. Martin                                                 |      | E. F. Walcker                                                 | 1968/1973                 | III/P   | 50/54    | 1471 Neubau Krebs (Ansbach), 1543 Umbau Friedrich Pfannmüller, 1739 Neubau Brandenstein (22/II/P), 1874 Neubau Johann Anton Breil (24/II/P), 1891 erweiternder Umbau Steinmeyer op. 430 (31/II/P), 1968 Neubau Walcker op. 4993 (50/III/P). 1973 Erweiterung Walcker um Bombardenwerk (4). 2025 Chororgel in Planung.                                            |
| Amberg                              | Max-Reger-Gymnasium                                        |      | Reinhard Weise                                                | 1982                      | II/P    | 17       | Saalorgel mit Koppelmanual. Generalsanierung, Reorganisation und Neuintonation durch Orgelbau Mühleisen in Kooperation mit Orgelbau Bäumler/Weiden. Vorläuferinnen: 1881 Neubau Franz Borgias Maerz (14/II/P), 1913 Neubau G. F. Steinmeyer op. 1151 (14/II/P, Kriegsschaden), 1955 Neubau Michael Weise (29/II/P), 1983 transferiert nach Oberwinkling. → Orgel |
| Amberg                              | Paulanerkirche                                             |      | Hey Orgelbau                                                  | 1988                      | III/P   | 40       | 1889 Neubau Steinmeyer op. 378 (20/II/P), Gehäuse erhalten. 1988 Neubau Hey, 2010 neue Registertraktur, neu Trompete 8' im Pedal, Nachintonation Münchner Orgelbau Johannes Führer. |
| Amberg                              | Schulkirche                                                |      | Orgelbau Sandtner                                             | 1993                      | II/P    | 26       | 1760 Neubau Funtsch (19/II/P), Gehäuse erhalten; 1926 Neubau Steinmeyer op. 1426 (17/II/P), 1993 Neubau Orgelbau Sandtner. → Orgel |
| Arnschwang                          | St. Martin                                                 |      | Reinhard Weise                                                | 1991                      | II/P    | 23       | ursprünglich 1755 von Andreas Weiß für Roding gebaut, Gehäuse erhalten; 1959 Umsetzung |
| Arrach                              | St. Valentin                                               |      | Ludwig Edenhofer                                              | 1887                      | I/P     | 10       | Im Gehäuse von Johann Peter Plersch (1768), 7 Register, Windladen und Traktur von 1887 erhalten |
| Ast (Waldmünchen)                   | Unsere Liebe Frau                                          |      | Andreas Weiß                                                  | 1771                      | II/P    | 14       | größte erhaltene Weiß-Orgel, Restaurierung Orgelbau Sandtner 1995 |
| Berching                            | Mariä Himmelfahrt                                          |      | Orgelbau Sandtner                                             | 1996                      | II/P    | 29       | Opus 231; im Barockgehäuse von 1758 |
| Brand (Oberpfalz) im Fichtelgebirge | Herz Jesu                                                  |      | Weimbs Orgelbau                                               | 2015                      | II/P    | 20       | Opus 336, die Orgel eignet sich gut für die Musik von Max Reger, der 1873 in Brand i. Fichtelgebirge geboren ist, keine 100 Meter von der Kirche entfernt → Orgel |
| Brunn                               | St. Peter und Paul                                         |      | Anton Ehrlich                                                 | 18. Jahrhundert           | I/P     | 7        | für Frauenberg gebaut, 1807 nach Niedermotzing, dann 1865 nach Brunn umgesetzt und umgebaut, weitgehend erhalten. 1980 Restaurierung Rickert. |
| Cham (Oberpfalz)                    | Klosterkirche Maria Hilf (Cham)                            |      | Ludwig Edenhofer junior                                       | 1909                      | II/P    | 20       | Kirchenbau von 1900, 1959 Erweiterung Hirnschrodt auf 38/III/P |
| Cham (Oberpfalz)                    | Stadtpfarrkirche St. Jakob (Cham)                          |      | Orgelbau Eisenbarth                                           | 1966 / 2005               | III/P   | 42 + 8   | mit Chororgel |
| Degerndorf (Lupburg)                | Mariä Himmelfahrt                                          |      | unbekannt                                                     | vor 1773                  | I/P     | 7        | ursprünglich für Lupburg gebaut, 1793 Umsetzung Anton Ehrlich, 1884 Umbau Joseph Bittner; 1971 Restaurierung Kloss, 4 Register, Mechanik und Gehäuse von vor 1773 und 2 Register von 1884 erhalten |
| Deining                             | St. Willibald                                              |      | Orgelbau Sandtner                                             | 1984                      | II/P    | 27       | Vorgängerorgel: Neubau 1932 Zeilhuber (9/II/P) → Orgel |
| Dengling (Mötzing)                  | St. Markus                                                 |      | Matthias Braumandl                                            | 1879                      | I/P     | 6        | 1981 Restaurierung Rickert; weitgehend erhalten |
| Duggendorf                          | Mariä Opferung                                             |      | August Hartmann                                               | 1988                      | II/P    | 15       | ursprünglich wohl Chororgel in Kloster Pielenhofen, nach 1803 Umsetzung; 1988 Außentürme und angrenzende Kleinfelder angefügt. 2015 Sanierung und Neuintonation Kilbert |
| Ebermannsdorf                       | St. Johannes der Täufer                                    |      | verm. Friedrich Specht                                        | 1847                      | I/P     | 7        | restauriert 2020 → Orgel |
| Edelsfeld                           | St. Stephanus (ev.)                                        |      | G. F. Steinmeyer                                              | 1900                      | I/P     | 9        | Opus 684 im Gehäuse von Elias Hößler, 2019 Renovierung Kilbert |
| Edelsfeld                           | St. Stephanus (kath.)                                      |      | Johannes Strebel                                              | 1912                      | II/P    | 11       | 1969 Renovierung Hirnschrodt; original erhalten |
| Eichlberg                           | Hl. Dreifaltigkeit                                         |      | Johann Ludwig Ehrlich                                         | 1792                      | I/P     | 14       | 1873 Umbau Joseph Bittner; 6 Register, Gehäuse und Mechanik erhalten |
| Eixlberg (Pfreimd)                  | St. Barbara                                                |      | Andreas Weiß                                                  | 1752                      | I/P     | 10       | 1972 Renovierung Hirnschrodt, 1993 Restaurierung Hartmann. Gut erhaltene Weiß-Orgel. |
| Ensdorf                             | St. Jakobus                                                |      | Binder & Siemann                                              | 1913                      | II/P    | 20       | Opus 302 im Gehäuse von Andreas Weiß (1782), 2009 Generalsanierung Kilbert |
| Ensdorf                             | Eggenbergkirche                                            |      | Nicolaus Manderscheidt                                        | 1645                      | I       | 5        | Zweitälteste Orgel der Oberpfalz 1994 Restaurierung Bald, 2010 Restaurierung Kilbert. |
| Ernhüll                             | St. Margarethen                                            |      | G. F. Steinmeyer                                              | 1879                      | I/P     | 5        | Opus 187, original erhalten bis auf die Prospektpfeifen |
| Eschenfelden                        | Corpus Christi                                             |      | G. F. Steinmeyer                                              | 1882                      | I/P     | 10       | Opus 223, 2017 Reinigung Kilbert. Bis auf die Prospektpfeifen original erhalten |
| Ettmannsdorf                        | St. Konrad                                                 |      | Ignaz Weise                                                   | 1964                      | III/P   | 25       | 2021 Reorganisation und Erweiterung Orgelbau Mühleisen/Bäumler auf III/P/34 |
| Etzelwang                           | St. Martin                                                 |      | Georg Jann                                                    | 1975                      | I/P     | 7        | Opus 2 von Georg Jann, sein erstes selbstständiges Werk, mit einer klangprächtig-fülligen Trompete 8′ |
| Etzelwang                           | St. Nikolaus                                               |      | Elias Hößler                                                  | 1744                      | I/P     | 10       | weitgehend erhalten, 1984 Restaurierung Hoffmann und Schindler |
| Frankenhof                          | St. Margaretha                                             |      | G. F. Steinmeyer                                              | 1891                      | I/P     | 4        | Opus 441, original erhalten bis auf die Prospektpfeifen. Der Gehäusemittelteil erinnert an Andreas Weiß. |
| Frohnberg                           | Unserer Lieben Frau                                        |      | Binder & Siemann                                              | 1897                      | I/P     | 9        | Opus 61 im Gehäuse von Elias Hößler (1735), 1981 Reinigung Jann. |
| Fuchsmühl                           | Maria Hilf                                                 |      | Johannes Klais Orgelbau                                       | 1983                      | II/P    | 36       | Im Gehäuse aus dem 18. Jahrhundert, mit „Spiegelpfeifen“ im Positiv |
| Fürnried                            | Simultankirche St. Willibald                               |      | Erich Bauer                                                   | 1974                      | II/P    | 12       | 2010 Renovierung, Einbau einer Holzposaune 8′ durch Orgelbau Rainer Kilbert |
| Furth im Wald                       | Mariä Himmelfahrt                                          |      | Eisenbarth                                                    | 1982                      | III/P   | 32       | 1788 Neubau Andreas Weiß, Gehäuse erhalten. 1893 Neubau Steinmeyer op. 488 (II/P/25), 1982 beim Neubau Eisenbarth Erweiterung Gehäuse. |
| Götzendorf                          | Simultankirche St. Magdalena                               |      | Johann Heinssen                                               | 1836                      | I/P     | 6        | erhalten, 2006 Restaurierung Johannes Klais Orgelbau |
| Habsberg                            | Maria, Heil der Kranken                                    |      | Johann Konrad Funtsch                                         | 1767                      | II/P    | 16       | größte erhaltene Funtsch-Orgel, 1972 Restaurierung Johannes Klais Orgelbau. 2004 Überholung Kuhn. |
| Hainsacker                          | St. Ägidius                                                |      | Franz Borgias Maerz                                           | 1894                      | II/P    | 15       | → Orgel |
| Hirschau                            | Vierzehnnothelferkirche                                    |      | Johann Adam Funtsch                                           | 1764                      | I/P     | 10       | 6 Register und Gehäuse von 1764 erhalten, 1984 Restaurierung Rickert |
| Hohenburg-Allersburg                | St. Michael                                                |      | Andreas Weiß                                                  | 1765                      | I/P     | 10       | ursprünglich für Neustadt an der Waldnaab, St. Felix gebaut, 1880 umgesetzt, 1974 Restaurierung Kloss |
| Högen                               | St. Johannes                                               |      | Erich Bauer                                                   | 1975                      | I/P     | 5        | 2019 Renovierung und Umdisponierung durch Hoffmann und Schindler |
| Illschwang                          | St. Vitus                                                  |      | G. F. Steinmeyer                                              | 1878                      | I/P     | 12       | opus 186, bis auf die Prospektpfeifen original erhalten. Mechanische Kegelladen. |
| Kappl (Waldsassen)                  | Dreifaltigkeitskirche Kappl                                |      | Franz Faßmann / David Schmied / Hans A. Pleyer / Leopold Goll | 1734–1738                 | II/P    | 12       | weitgehend erhalten; 2020 Restaurierung durch Dlabal & Mettler aus Bílsko CZ, Weihe am 26. Juli 2020 |
| Katzberg (Cham)                     | St. Ägidius                                                |      | unbekannt                                                     | 1. Hälfte 18. Jahrhundert | I/P     | 7        | im 19. Jh. um Pedal ergänzt; 1991 Restaurierung Rickert; weitgehend erhalten |
| Katzdorf bei Neunburg vorm Wald     | Filialkirche zur Schmerzhaften Mutter                      |      | unbekannt                                                     | um 1750                   | I/P     | 7        | 1977 Restaurierung Kloss; weitgehend original erhalten |
| Kirchenreinbach                     | St. Ulrich                                                 |      | Hoffmann und Schindler                                        | 2012                      | II/P    | 12       | Neubau, Verwendung von Pfeifenwerk der vorherigen Walcker-Orgel (1965). Gehäuse von Wilhelm Hepp (1822). |
| Kirchenrohrbach (Walderbach)        | St. Maria Magdalena                                        |      | Carl Georg Wild                                               | um 1750                   | I/P     | 6        | 1969 Restaurierung Hirnschrodt; weitgehend original erhalten |
| Königstein (Oberpfalz)              | St. Georg                                                  |      | Johannes Strebel                                              | 1905                      | II/P    | 14       | Strebel-Orgel erhalten bis auf die Prospektpfeifen. Gehäuse von Johann Konrad Funtsch (1753). |
| Bad Kötzting                        | Mariä Himmelfahrt                                          |      | Ferdinand Salomon (AT)                                        | 2002                      | II/P    | 26       | Neubau im Gehäuse von Brandenstein 1737. Zuvor: 1902 Neubau Binder und Siemann op. 118 (II/P/19), 1962 Umbau Weise (III/P/30) |
| Lintach (Freudenberg)               | St. Walburga                                               |      | G. F. Steinmeyer                                              | 1901                      | I/P     | 8        | Prospekt (Funtsch 1746, 7/I/P) erhalten, 1901 Neubau Steinmeyer op. 730, 1987 Erweiterung Orgelbau Rainer Kilbert auf 9/I, 2025 Renovierung Orgelbau Bäumler |
| Mitterauerbach                      | Unser lieben Frau                                          |      | Johann Konrad Funtsch                                         | 1782                      | I/P     | 7        | Prospekt und Register von 1782 erhalten, 1982 Restaurierung Rickert (Regensburg) → Orgel |
| Bad Neualbenreuth                   | St. Laurentius                                             |      | Orgelbau Vleugels                                             | 2005                      | III/P   | 37       | 1910 Neubau Binder und Siemann op. 256, daraus 15 Register übernommen. Gehäusemittelteil von Andreas Weiß (nach 1750) |
| Neukirchen bei Sulzbach-Rosenberg   | St. Peter und Paul (ev.)                                   |      | Augustin Ferdinand Bittner II.                                | 1869                      | I/P     | 10       | 1983 Restaurierung Deininger und Renner; original erhalten bis auf die Prospektpfeifen |
| Neumarkt in der Oberpfalz           | Christuskirche                                             |      | Orgelbau Eule                                                 | 1995 / 2004               | II/P    | 22       | Ursprüngliche Prospekt: Eine runde "Sonne", umgestaltet 2024 |
| Neumarkt in der Oberpfalz           | Hofkirche                                                  |      | Rieger Orgelbau                                               | 1956                      | III/P   | 29       | Gehäuse Caspar König 1721, Mittelteil 1956 ergänzt. Erste mechanische Orgel nach 1950 im Bistum Eichstätt. 2009 Revision Johannes Klais Orgelbau |
| Neumarkt in der Oberpfalz           | St. Johannes                                               |      | Mathis Orgelbau                                               | 1982                      | III/P   | 43       | Zuvor: 1908 Neubau Bittner. |
| Neustadt am Kulm                    | Ev. Dreieinigkeitskirche                                   |      | G. F. Steinmeyer                                              | 1892                      | II/P    | 16       | Opus 452; 1985 Restaurierung Hey Orgelbau |
| Neustadt am Kulm                    | Ev. Friedhofskirche                                        |      | Johann Georg Purucker                                         | 1732                      | I/P     | 11       | 1892 aus der Dreieinigkeitskirche überführt; 1957 Restaurierung Hirnschrodt, 1986 Reinigung Hey, 2008 Revision Alois Linder; fast vollständig erhalten |
| Neustadt an der Waldnaab            | St. Georg                                                  |      | Thomas Jann Orgelbau                                          | 2007                      | III/P   | 32       | Neubau unter Verwendung großer Teile der Weise-Orgel von 1974; Neues Hauptorgelgehäuse, Restaurierung des historischen Rückpositivgehäuses |
| Oberpfraundorf                      | St. Martin                                                 |      | Willibald Siemann                                             | 1923                      | I/P     | 7        | → Orgel |
| Perschen                            | St. Peter und Paul                                         |      | unbekannt                                                     | um 1850                   | I/P     | 6        | erhalten, möglicherweise aus der Werkstatt von Joseph Weiß II. (Nabburg) |
| Pittersberg                         | St. Nikolaus                                               |      | Friedrich Specht                                              | 1862                      | I/P     | 9        | 1982 Umbau Hartmann; weitgehend erhalten |
| Plößberg                            | St. Georg (Plößberg)                                       |      | Michael Weise                                                 | 1927                      | II/P    | 12       | 2025 Reorganisation und Erweiterung Orgelbau Mühleisen/Bäumler auf 16 (25)/II/P |
| Püchersreuth                        | St. Quirin                                                 |      | unbekannt                                                     | 1692                      | I       | 8        | drittälteste Orgel der Oberpfalz; wahrscheinlich von Franz Kannhäuser gebaut; weitgehend erhalten |
| Regensburg                          | Deutschordenskirche St. Ägidien                            |      | Orgelbau Sandtner                                             | 2016                      | II/P    | 17       | 1888 Neubau Steinmeyer op. 338 (I/P/7), 1965 Umbau Hirnschrodt. 2016 Neubau mit Verwendung von Steinmeyer-Registern. → Orgel |
| Regensburg                          | St. Albertus Magnus                                        |      | Eduard Hirnschrodt                                            | 1966                      | III/P   | 35       | |
| Regensburg                          | St. Anton                                                  |      | Thomas Jann Orgelbau                                          | 1996                      | III/P   | 39       | Vorgängerorgel: 1928 Neubau Weise (III/P/51), 1986 abgebrochen. → Orgel |
| Regensburg                          | St. Cäcilia                                                |      | Michael Weise                                                 | 1939                      | III/P   | 41       | Freipfeifenprospekt. Vorgängerorgel: 1901 Neubau Steinmeyer op. 720 (II/P/31), verkauft nach Hl. Dreifaltigkeit in Amberg. |
| Regensburg                          | Regensburger Dom, Hauptorgel                               |      | Rieger Orgelbau                                               | 2009                      | IV/P    | 79       | größte freihängende Schwalbennestorgel der Welt |
| Regensburg                          | Regensburger Dom, Chororgel                                |      | Mathis Orgelbau                                               | 1989                      | II/P    | 33       | ursprünglich III/P/43, nach Bau der neuen Hauptorgel Abbau des Positivs, das in die Pfarrkirche St. Petri in Hüsten umgesetzt wurde |
| Regensburg                          | Dreieinigkeitskirche                                       |      | Hendrik Ahrend                                                | 2020                      | III/P   | 47       | im Gehäuse von Franz Jakob Späth (1758, II/P/26). Vorgängerorgeln: 1892 Neubau Strebel (II/P/32), 1966 Neubau von Detlef Kleuker (III/P/44). → Orgel |
| Regensburg                          | St. Emmeram                                                |      | Eduard Hirnschrodt                                            | 1959                      | III/P   | 68       | unter Einbeziehung von Pfeifen der Vorgängerorgel von Binder & Siemann (1900, op. 90, II/P/30) im Gehäuse von Christoph Egedacher (1669) |
| Regensburg                          | Minoritenkirche                                            |      | Stephan Cuntz                                                 | 1627                      | I       | 6        | pedalloses Positiv, älteste Orgel der Oberpfalz. Restaurierung 2015 Hermann Eule Orgelbau Bautzen |
| Regensburg                          | Minoritenkirche                                            |      | G. F. Steinmeyer                                              | 1937/2020                 | III/P   | 59       | Westempore: Hauptwerk, darunter rechts Schwellwerk (Steinmeyer), rechts vorne Chororgel (darüber im Dachboden Fernwerk) von Eule 2020. Rückpositiv 1979 Weise, derzeit stillgelegt. Schwalbennest von Edskes 1989, 11/II/P. Disposition der Orgeln |
| Regensburg                          | Herz Jesu                                                  |      | Willibald Siemann                                             | 1936                      | III/P   | 31       | op. 483 im Geist der elsässischen Orgelreform. 2019 Renovierung Utz. |
| Regensburg                          | St. Johann                                                 |      | Eisenbarth                                                    | 2004                      | II/P    | 25       | hinter Prospekt einer barocken Orgel, wahrscheinlich von Johann Konrad Brandenstein |
| Regensburg                          | Hochschule für Katholische Kirchenmusik und Musikpädagogik |      | Friedrich Goll                                                | 2009                      | III/P   | 50       | Vorgängerorgel des Konzertsaals: 1977 Orgelbau Weise, 2006 verkauft an die Pfarrei St. Benno Goslar → Orgel |
| Regensburg                          | St. Josef                                                  |      | Willibald Siemann                                             | 1912                      | III/P   | 26       | Einbeziehung von Material der Vorgängerorgel von Steinmeyer op. 331 (1887), 1926 Umbau op. 420 von Binder und Siemann, 1952 Umdisponierung Eduard Hirnschrodt |
| Regensburg-Reinhausen               | St. Josef (Reinhausen)                                     |      | Orgelbau Sandtner                                             | 1994                      | III/P   | 46       | Opus 220. Vorgängerorgeln: 1918 Neubau Weise (II/P/31), 1968 Neubau Friedrich Meier (III/P/41), 1996 verkauft an Hl. Familie (Amberg). |
| Regensburg-Dechbetten               | Mariä Himmelfahrt (Dechbetten)                             |      | Joseph Franz Bittner                                          | 1891                      | II/P    | 11       | mechanische Kegelladen → Orgel |
| Regensburg                          | Musikgymnasium der Regensburger Domspatzen                 |      | Rieger Orgelbau                                               | 1997                      | III/P   | 42       | → Orgel |
| Regensburg                          | Neupfarrkirche                                             |      | Georg Jann                                                    | 1986                      | III/P   | 42       | 2016 von Andreas Utz renoviert und um 2 Register erweitert |
| Regensburg                          | St. Oswald                                                 |      | Franz Jakob Späth                                             | 1750                      | II/P    | 18       | 1986–1991 Restaurierung Johannes Klais Orgelbau |
| Regensburg                          | St. Rupert                                                 |      | Johann Anton Breil                                            | 1860er-Jahre              | I/P     | 11       | 1774 Neubau Michael Herberger |
| Regensburg                          | Stiftskirche zur Alten Kapelle                             |      | Mathis Orgelbau                                               | 2006                      | II/P    | 40       | → Papst-Benedikt-Orgel; Gehäuse 1791 von Andreas Weiß |
| Regensburg                          | St. Theresia                                               |      | Binder & Siemann                                              | 1902                      | II/P    | 18       | op. 119; nach Kriegsschäden Wiederherstellung und Umbau durch Eduard Hirnschrodt, 1981 zwei Pedalregister ergänzt, 2025 nach Sandomierz transferiert |
| Regensburg                          | St. Wolfgang                                               |      | Willibald Siemann                                             | 1943                      | III/P   | 61       | nach Kriegsschäden Wiederherstellung und Umbau durch Weise, 1961 Erweiterung um Portalwerk (Fernwerk) Friedrich Meier, 1985 neuer Spieltisch, 2018 Renovierung Orgelbau Mühleisen |
| Riekofen                            | St. Johannes                                               |      | Anton Ehrlich                                                 | 1857                      | I/P     | 12       | 1995 Erweiterung Kerssenbrock, 2009 Reinigung Schädler; weitgehend erhalten |
| Scheuer                             | St. Maria                                                  |      | Anton Ehrlich                                                 | 1874                      | I/P     | 7        | umgebaut erhalten |
| Schönsee                            | St. Wenzeslaus                                             |      | Orgelbau Sandtner                                             | 2007                      | II/P    | 28       | 1871 Neubau Breil (II/P/14), 1900 Neubau Binder und Siemann op. 86 (II/P/14), 1950 Erweiterung Weise (II/P/17), 2007 Erweiterung des Gehäuses um Pedaltürme |
| Schwandorf                          | Erlöserkirche                                              |      | Rieger Orgelbau                                               | 1959                      | II/P    | 15       | 2019 Umdisponierung, neue Windversorgung, Neuintonation durch Orgelbau Rainer Kilbert → Orgel |
| Schwandorf                          | Elisabethenheim, Kapelle                                   |      | Friedrich Specht                                              | 1859                      | I/P     | 7        | ursprünglich für die Spitalkirche gebaut; Renovierung und Transferierung durch Markus Kotz |
| Schwandorf                          | Zu Unserer Lieben Frau vom Kreuzberg                       |      | Michael Weise                                                 | 1960                      | III/P   | 48       | 1894 Neubau Edenhofer (Kriegsverlust), 1960 Neubau Weise, eine seiner bemerkenswerten Orgeln der 60er-Jahre, Generalsanierung in Planung |
| Schwend (Birgland)                  | Christuskirche                                             |      | Günter Ismayr                                                 | 1975                      | II/P    | 10       | 2009 Renovierung und Neuintonation (Orgelbau Rainer Kilbert) |
| Siegenhofen                         | Unsere Liebe Frau                                          |      | Friedrich Specht                                              | 1843                      | I/P     | 8        | 1843 neue Windladen und Traktur für die Orgel aus dem Franziskanerkloster Neunburg v. W. von 1757 durch Specht; zum großen Teil erhalten |
| Speinshart                          | Kloster Speinshart, Maria Immaculata                       |      | G. F. Steinmeyer                                              | 1996                      | II/P    | 26       | Ursprünglich Purucker 1716 (9/I/P), derzeit Opus 2395 von Steinmeyer → Orgel |
| Stettkirchen (Hohenburg)            | Mariä Heimsuchung                                          |      | Johann Adam Funtsch                                           | 1760                      | I/P     | 10       | 1972 Restaurierung Kloss, 2013 Renovierung Kilger; weitgehend erhalten. Bedarf einer fachgerechten Restaurierung (Zustand Herbst 2020). |
| Sulzbach-Rosenberg                  | ev. Christuskirche                                         |      | Friedrich Weigle                                              | 1960                      | III/P   | 46       | 1989 Erweiterung um 10 Register, 2003 Nachintonation und weitere 2 Register (Orgelbau Schmid), 2008 Erweiterung (Orgelbau Rainer Kilbert) |
| Sulzbach-Rosenberg                  | ev.-luth. Christuskirche                                   |      | E. F. Walcker                                                 | 1959                      | I/P     | 6        | 2021 Aufstellung in der Christuskirche, Neuintonation (Orgelbau Rainer Kilbert) |
| Sulzbach-Rosenberg                  | kath. St. Marien                                           |      | Rieger Orgelbau                                               | 2002                      | III/P   | 44       | Prospekt (Hößler 1702) teilweise erhalten (ursprünglich mit Rückpositiv), 2002 Neubau im Stil von Cavaillé-Coll (Günther Kaunzinger) |
| Sulzbach-Rosenberg                  | Simultane Spitalkirche St. Elisabeth                       |      | Elias Hößler                                                  | 1743                      | I/P     | 9        | 1971 Restaurierung; Versetzung von der Empore (die Orgel ragte durch die durchbrochene Decke) an die Seitenwand links hinten (Deininger & Renner). 2021 fachgerechte Restaurierung und mittige Aufstellung auf einem neuen Podest (Hoffmann und Schindler). |
| Sulzbach-Rosenberg                  | ev.-luth. Kirche St. Johannes-Baptist (Rosenberg)          |      | Deininger & Renner                                            | 1998                      | II/P    | 18       | Gehäuse von Andreas Weiß 1763. Vorgänger-Orgel: 1909 Neubau Strebel (II/P/12). |
| Tännesberg                          | Wallfahrtskirche St. Jodok                                 |      | unbekannt                                                     | 18. Jahrhundert           | I/P     | 7        | 1979 Restaurierung Johann Rickert; Gehäuse, 3 Register und Mechanik erhalten; 2020 Renovierung Thomas Jann Orgelbau |
| Teublitz                            | Herz Jesu                                                  |      | Mathis Orgelbau                                               | 1990                      | III/P   | 36       | 1931 Neubau Weise (II/P/11) → Orgel |
| Thumhausen                          | Schmerzhafte Muttergottes                                  |      | unbekannt                                                     | 18. Jahrhundert           | I/P     | 6        | Großteil des Gehäuses, 1865 Umbau Georg Schweigert. Gehäuse, Traktur, Spieltisch aus 18. Jh. erhalten |
| Unterhaimbuch (Mötzing)             | St. Margareta                                              |      | Anton Ehrlich                                                 | 1865                      | I/P     | 6        | bis auf Prospektpfeifen vollständig erhalten |
| Velburg                             | Herz-Jesu                                                  |      | Wilhelm Hepp                                                  | 1803                      | I/P     | 12       | weitgehend erhalten, 2018 Restaurierung und Rekonstruktion durch Orgelbau Dlabal & Mettler (Bilsko, CZ) |
| Waldsassen                          | Stiftsbasilika Waldsassen                                  |      | Georg Jann                                                    | 1989                      | VI/P    | 103      | Im Gehäuse von Johann Konrad Brandenstein (1738); 1983 Epistelorgel, 1987 Fernwerk, fünfmanualiger Spieltisch an der Hauptorgel für alle Werke, zweimanualiger Spieltisch der Epistelorgel, 1992 sechsmanualiger freistehender Zentralspieltisch von Aug. Laukhuff                                                                                               |
| Weiden in der Oberpfalz             | Ehemalige Klosterkirche St. Augustinus                     |      | Michael Weise                                                 | 1937                      | III/P   | 43       | Opus 387, Membranlade, elektrische Traktur. Die Orgel eignet sich erstaunlich gut für die Interpretation von Werken Max Regers. 2010 Kloster säkularisiert. |
| Weiden in der Oberpfalz             | Herz-Jesu-Kirche                                           |      | Georg Jann                                                    | 1991                      | III/P   | 51       | Vorgängerorgel: 1925 Neubau Steinmeyer op. 1401 für Gut Bockenberg (III/P/41) |
| Weiden in der Oberpfalz             | St. Josef                                                  |      | Orgelbau Eisenbarth                                           | 1983                      | III/P   | 52       | 2010 Generalüberholung durch Orgelbau Jann, Neuintonation durch Orgelbau Banzhaf |
| Weiden in der Oberpfalz             | St. Konrad                                                 |      | Michael Weise                                                 | 1980                      | III/P   | 26       | → Orgel |
| Weiden in der Oberpfalz             | St. Michael                                                |      | Weimbs Orgelbau                                               | 2007                      | III/P   | 53       | Max-Reger-Gedächtnis-Orgel in deutsch-romantischem Stil |
| Wernberg-Köblitz                    | St. Josef (Unterköblitz)                                   |      | Rudolf Kubak                                                  | 1985                      | III/P   | 27       | mit Chamadenwerk 8' → Orgel |
| Winklarn                            | St. Andreas                                                |      | Orgelbau Sandtner                                             | 1989/90                   | II/P    | 23       | mit Koppelmanual; ersetzte eine Weise-Orgel von 1938 (13/II/P) |
| Wolkering                           | Mariä Himmelfahrt                                          |      | Johann Heinssen                                               | 1835                      | I/P     | 6        | 1976 Restaurierung Rickert; bis auf Prospektpfeifen erhalten |
| Zant (Ursensollen)                  | Wallfahrtskirche St. Josef                                 |      | Johann Konrad Funtsch                                         | 1778                      | I/P     | 6        | 1858 durch Friedrich Specht um Pedal ergänzt; 1980 Renovierung Weise. Vollständig erhalten, Restaurierung im Rahmen der Kirchenrenovierung geplant(Stand: 2024) |